# سیرن‌ها (مجموعه تلویزیونی ۲۰۲۵)
سایرنز (انگلیسی: Sirens) یک مجموعهٔ محدود کمدی سیاه است که توسط مولی اسمیت متزلر بر اساس نمایشنامهٔ سال ۲۰۱۱ او ساخته شده است. داستان آن در طول یک آخر هفته در یک ملک ساحلی مجلل روایت می‌شود. این سریال «کاوشی مهیج، سکسی، و به‌شدت خنده‌دار از زنان، قدرت و طبقه» توصیف شده است.